# Psyllomyia testacea
Psyllomyia testacea är en tvåvingeart som beskrevs av Friedrich Hermann Loew 1857. Psyllomyia testacea ingår i släktet Psyllomyia och familjen puckelflugor. Inga underarter finns listade i Catalogue of Life.